# Schweizer Dinar
Der Schweizer Dinar war die von 1991 bis zum 15. Oktober 2003 in der Kurdisch Autonomen Zone im Nordirak benutzte Währung.
Die Währung wurde im Irak als Schweizer Dinar bekannt, da die Banknoten mit Schweizer Druckplatten hergestellt worden sein sollen.
Vor dem Zweiten Golfkrieg wurde die Währung im gesamten Irak verwendet. Der offizielle Kurs zum US-Dollar war bei 0,33 Dinar zu einem USD festgeschrieben.
Während die offizielle Währung des Irak unter erheblichem Inflationsdruck litt, blieb der in dem Autonomen Kurdengebiet verwendete Schweizer Dinar weitgehend stabil. Während die Geldmenge an umlaufenden Banknoten innerhalb des von Saddam Hussein beherrschten Teil des Irak sich ab 1991 innerhalb von vier Jahren von 22 Mrd. auf 584 Mrd. Dinar erhöhte und damit eine Inflationsrate von 2500 % erfuhr, blieb der im Nordirak verwendete Dinar, was Geldmenge und Wechselkurs betraf, weitgehend unverändert. Im Frühjahr 2003 hatte sich ein Wechselkurs zwischen Irakischem Dinar und Schweizer Dinar von 1:300 herausgebildet.
Nach dem Sturz Saddam Husseins wurde die Währung im Irak auf Weisung des Zivilverwalters Paul Bremer vereinheitlicht, dabei wurde der Kurdische Dinar zu einem Kurs von 150 neuen Irakischen Dinars zu einem Schweizer Dinar gewechselt.